# Gran Premio de Indonesia de Motociclismo de 1996
El Gran Premio de Indonesia de Motociclismo de 1996 fue la segunda prueba del Campeonato del Mundo de Motociclismo de 1996. Tuvo lugar en el fin de semana del 5 al 7 de abril de 1996 en el Circuito Internacional de Sentul, situado en la ciudad de Bogor, Indonesia. La carrera de 500cc fue ganada por Mick Doohan, seguido de Alex Barros y Loris Capirossi. Tetsuya Harada ganó la prueba de 250cc, por delante de Max Biaggi y Ralf Waldmann. La carrera de 125cc fue ganada por Masaki Tokudome, Haruchika Aoki fue segundo y Peter Öttl tercero.

## Resultados 500cc
| Pos. | Piloto              | Constructor   | Tiempo    | Pts. |
| ---- | ------------------- | ------------- | --------- | ---- |
| 1    | Mick Doohan         | Honda         | 42:50.798 | 25   |
| 2    | Alex Barros         | Honda         | +3.227    | 20   |
| 3    | Loris Capirossi     | Yamaha        | +6.742    | 16   |
| 4    | Àlex Crivillé       | Honda         | +7.428    | 13   |
| 5    | Carlos Checa        | Honda         | +10.638   | 11   |
| 6    | Luca Cadalora       | Honda         | +23.768   | 10   |
| 7    | Scott Russell       | Suzuki        | +30.754   | 9    |
| 8    | Jean-Michel Bayle   | Yamaha        | +33.081   | 8    |
| 9    | Norifumi Abe        | Yamaha        | +37.094   | 7    |
| 10   | Alberto Puig        | Honda         | +37.135   | 6    |
| 11   | Doriano Romboni     | Aprilia       | +1:03.934 | 5    |
| 12   | Jeremy McWilliams   | ROC Yamaha    | +1:07.139 | 4    |
| 13   | Shinichi Itoh       | Honda         | +1:08.088 | 3    |
| 14   | Frédéric Protat     | ROC Yamaha    | +1 Vuelta | 2    |
| 15   | Sean Emmett         | Harris Yamaha | +1 Vuelta | 1    |
| 16   | Laurent Naveau      | ROC Yamaha    | +1 Vuelta |      |
| 17   | Toshiyuki Arakaki   | Yamaha        | +1 Vuelta |      |
| 18   | James Haydon        | ROC Yamaha    | +1 Vuelta |      |
| Ret  | Lucio Pedercini     | ROC Yamaha    |           |      |
| Ret  | Tadayuki Okada      | Honda         |           |      |
| Ret  | Eugene McManus      | Yamaha        |           |      |
| Ret  | Juan Borja          | Elf 500       |           |      |
| Ret  | Adrian Bosshard     | Elf 500       |           |      |
| DNS  | Jean Pierre Jeandat | Paton         |           |      |

- Pole Position: Mick Doohan, 1:26.883
- Vuelta Rápida: Mick Doohan, 1:27.139

## Resultados 250cc
| Pos. | Piloto               | Constructor | Tiempo    | Pts. |
| ---- | -------------------- | ----------- | --------- | ---- |
| 1    | Tetsuya Harada       | Yamaha      | 42:13.486 | 25   |
| 2    | Max Biaggi           | Aprilia     | +1.809    | 20   |
| 3    | Ralf Waldmann        | Honda       | +12.658   | 16   |
| 4    | Luis d'Antin         | Honda       | +22.728   | 13   |
| 5    | Nobuatsu Aoki        | Honda       | +22.772   | 11   |
| 6    | Jürgen Fuchs         | Honda       | +24.407   | 10   |
| 7    | Tohru Ukawa          | Honda       | +24.410   | 9    |
| 8    | Olivier Jacque       | Honda       | +31.935   | 8    |
| 9    | Sebastián Porto      | Aprilia     | +36.964   | 7    |
| 10   | Jean-Philippe Ruggia | Honda       | +39.456   | 6    |
| 11   | Eskil Suter          | Aprilia     | +53.758   | 5    |
| 12   | Jurgen vd Goorbergh  | Honda       | +1:02.343 | 4    |
| 13   | Luca Boscoscuro      | Aprilia     | +1:05.358 | 3    |
| 14   | Davide Bulega        | Aprilia     | +1:05.654 | 2    |
| 15   | Yasumasa Hatakeyama  | Honda       | +1:16.014 | 1    |
| 16   | Régis Laconi         | Honda       | +1:26.536 |      |
| 17   | Sete Gibernau        | Honda       | +1:30.048 |      |
| 18   | Gianluigi Scalvini   | Honda       | +1 Vuelta |      |
| 19   | Oliver Petrucciani   | Aprilia     | +1 Vuelta |      |
| 20   | Cristophe Cogan      | Honda       | +1 Vuelta |      |
| Ret  | Osamu Miyazaki       | Aprilia     |           |      |
| Ret  | Massimo Ottobre      | Aprilia     |           |      |
| Ret  | Jamie Robinson       | Aprilia     |           |      |
| Ret  | Cristiano Migliorati | Honda       |           |      |
| Ret  | Christian Boudinot   | Aprilia     |           |      |
| Ret  | Roberto Locatelli    | Aprilia     |           |      |
| Ret  | José Barresi         | Yamaha      |           |      |
| Ret  | Takeshi Tsujimura    | Honda       |           |      |
| Ret  | José Luis Cardoso    | Aprilia     |           |      |

- Pole Position: Tetsuya Harada, 1:29.257
- Vuelta Rápida: Tetsuya Harada, 1:29.696

## Resultados 125cc
| Pos. | Piloto               | Constructor | Tiempo    | Pts. |
| ---- | -------------------- | ----------- | --------- | ---- |
| 1    | Masaki Tokudome      | Aprilia     | 41:38.797 | 25   |
| 2    | Haruchika Aoki       | Honda       | +0.099    | 20   |
| 3    | Peter Öttl           | Aprilia     | +7.359    | 16   |
| 4    | Dirk Raudies         | Honda       | +19.491   | 13   |
| 5    | Jorge Martínez       | Aprilia     | +22.321   | 11   |
| 6    | Noboru Ueda          | Honda       | +24.197   | 10   |
| 7    | Tomomi Manako        | Honda       | +24.325   | 9    |
| 8    | Stefano Perugini     | Aprilia     | +31.260   | 8    |
| 9    | Akira Saito          | Honda       | +33.357   | 7    |
| 10   | Andrea Ballerini     | Aprilia     | +33.799   | 6    |
| 11   | Valentino Rossi      | Aprilia     | +34.140   | 5    |
| 12   | Lucio Cecchinello    | Honda       | +41.543   | 4    |
| 13   | Ivan Goi             | Honda       | +41.706   | 3    |
| 14   | Kazuto Sakata        | Aprilia     | +51.169   | 2    |
| 15   | Frédéric Petit       | Honda       | +51.445   | 1    |
| 16   | Darren Barton        | Aprilia     | +55.425   |      |
| 17   | Jaroslav Huleš       | Honda       | +59.542   |      |
| 18   | Paolo Tessari        | Honda       | +1:00.279 |      |
| 19   | Josep Sarda          | Honda       | +1:07.873 |      |
| 20   | Petrus Canisius      | Yamaha      | +1 Vuelta |      |
| 21   | Achmad Jayadie       | Yamaha      | +1 Vuelta |      |
| Ret  | Manfred Geissler     | Aprilia     |           |      |
| Ret  | David de Gea         | Honda       |           |      |
| Ret  | José Antonio Ramirez | Yamaha      |           |      |
| Ret  | Ángel Nieto Jr       | Aprilia     |           |      |
| Ret  | Yoshiaki Katoh       | Yamaha      |           |      |
| Ret  | Emilio Alzamora      | Honda       |           |      |
| Ret  | Garry McCoy          | Aprilia     |           |      |
| Ret  | Stefano Cruciani     | Aprilia     |           |      |
| Ret  | Loek Bodelier        | Honda       |           |      |
| Ret  | Gabriele Debbia      | Yamaha      |           |      |

- Pole Position: Haruchika Aoki, 1:35.138
- Vuelta Rápida: Haruchika Aoki, 1:35.068